# Jost Hermand
Jost Hermand (Kassel, 11 de abril de 1930-Madison, Wisconsin, 9 de octubre de 2021) fue un profesor universitario alemán de estudios literarios e historia de la cultura.

## Biografía
Asistió a la escuela primaria en Berlín, pero al iniciarse la Segunda Guerra Mundial fue evacuado al Reichsgau de Wartheland (actual Polonia) para huir de los bombardeos aéreos, donde permaneció de 1940 a 1945. Pasó el verano de 1942 alojado por la Gioventù Italiana del Littorio fascista en San Remo.
En 1950 estudió Literatura, Filosofía, Historia e Historia del Arte en la Universidad de Marburgo, doctorándose en 1955 bajo la supervisión de Friedrich Sengle y Richard Hamann-Mac Lean. Debido a su tartamudez, sufrió cierto rechazo profesional por parte de viejos sectores académicos cercanos al nazismo; tampoco se sentía cómodo políticamente en la Alemania Occidental de Adenauer. Posteriormente se trasladó a Berlín oriental con Richard Hamann, donde trabajó en la serie de libros Deutsche Kunst und Kultur von der Gründerzeit bis zum Expressionismus publicada en 1959-1975 por Akademie Verlag.
Expulsado de la RDA en 1957, ante el recelo de las universidades de la RFA por provenir del lado oriental optó por trasladarse a los Estados Unidos. Allí residió desde 1958 y fue profesor de literatura alemana moderna e historia cultural alemana en la Universidad de Wisconsin-Madison, siendo también profesor honorario de la Universidad Humboldt de Berlín desde 2003. Ha ocupado numerosas cátedras visitantes como académico de literatura, música y arte en universidades estadounidenses (Harvard, Texas) y alemanas (Marburgo, Kassel, Bremen, Oldenburgo, Friburgo, Essen, Potsdam, Múnich, Colonia, Giessen, FU Berlín). En sus últimos años se definió a sí mismo como un «liberal de izquierda con un toque marxista».

## Cargos y honores
- Cofundador y miembro honorario de la Hans-Mayer-Gesellschaft
- Miembro y comisario del Instituto de Teoría Crítica
- Miembro del American Council of Learned Societies
- Miembro de la Academia de Ciencias de Sajonia
- Miembro principal del Centro Internacional de Investigación de Estudios Culturales de Viena
- Profesor de investigación Vilas de alemán, Universidad de Wisconsin-Madison
- Miembro honorario de la Asociación Estadounidense de Maestros de Alemán
- Miembro fundador de la International Brecht Society
- Miembro del PEN Club de Alemania en el extranjero
- Premio Hilldale a la excelencia académica, Universidad de Wisconsin-Madison
- Premio de enseñanza de honor, Universidad de Wisconsin-Madison (2009/2010)
- Cofundador de la Sociedad Norteamericana Heinrich Heine
- Miembro del Foro de Investigación de Vormärz
- Medalla de plata del sindicato Ver.di
- Doctor honoris causa por la Universidad de Kassel

## Obras
- Die literarische Formenwelt des Biedermeiers. 1958.
- Lyrik des Jugendstils. 1964, ISBN 3-15-008928-X.
- Jugendstil. Ein Forschungsbericht. 1965, ISBN 3-534-03463-5.
- Con Richard Hamann: Deutsche Kunst und Kultur von der Gründerzeit bis zum Expressionismus. Akademie-Verlag, Berlín 1959–1975. (Vol. 1: Gründerzeit. 1959. Vol. 2: Naturalismus. 1960. Vol. 3: Impressionismus. 1960. Vol. 4: Stilkunst um 1900. 1967. Vol. 5: Expressionismus. 1975)
  - Bajo el título Epochen der deutschen Kultur von 1870 bis zur Gegenwart. Nymphenburger Verlagshandlung, München 1971–1976. Con licencia de S. Fischer, Frankfurt am Main 1977.
- Literaturwissenschaft und Kunstwissenschaft. Methodische Wechselbeziehungen seit 1900. Stuttgart 1965. / 2ª edición: 1971.
- Das Junge Deutschland. Texte und Dokumente. 1966, ISBN 3-15-008703-1.
- Der deutsche Vormärz. Texte und Dokumente. 1967, ISBN 3-15-008794-5.
- Synthetisches Interpretieren. 1969. 6ª edición, 1976, ISBN 3-485-03027-9.
- Von Mainz nach Weimar. Studien zur deutschen Literatur. 1969, ISBN 3-476-00310-8.
- Von deutscher Republik. Aktuelle Provokationen. (Vol. 1: Theoretische Grundlagen; vol. 2: Aktuelle Provokationen.) 1968. / 2ª edición, 1975, ISBN 3-518-00793-9.
- Pop international. Eine kritische Analyse. 1971, ISBN 3-7610-9209-1.
- Unbequeme Literatur. Eine Beispielreihe. 1971.
- Der Schein des schönen Lebens. Studien zur Jahrhundertwende. 1972, ISBN 3-7610-4612-X.
- «Der gründerzeitliche Parvenü». En: Aspekte der Gründerzeit. Katalog zur Ausstellung in der Akademie der Künste (Berlin) vom 8. September bis zum 24. November 1974, pp. 7–15.
- Heinrich Heine. Historisch-kritische Ausgabe der Werke, vol. 6. 1973, ISBN 978-3-455-03006-8.
- Der frühe Heine. Ein Kommentar zu den Reisebildern. 1976, ISBN 3-538-07021-0.
- Stile, Ismen, Etiketten. Zur Periodisierung der modernen Kunst. 1978, ISBN 3-89104-283-3.
- Con Frank Trommler: Die Kultur der Weimarer Republik. 1978, ISBN 3-485-00346-8.
- Stänker und Weismacher. Zur Geschichte eines Affekts. 1979, ISBN 3-476-00193-8.
- Sieben Arten an Deutschland zu leiden. 1979, ISBN 3-7610-2141-0.
- Konkretes Hören. Zum Inhalt instrumentaler Musik. 1981, ISBN 3-88619-007-2.
- Deutsche Feiern. 1982, ISBN 3-7997-0683-6.
- Literarisches Leben im Kaiserreich 1871–1918. Textausgabe mit Materialien. 1982, ISBN 3-12-351550-8.
- Literarisches Leben in der Weimarer Republik. Textausgabe mit Materialien. 1982, ISBN 3-12-351560-5.
- Stile, Ismen, Etikette. Zur Periodisierung der Kunst. 1982, ISBN 3-7997-0686-0.
- Streitobjekt Heine. Ein Forschungsbericht (1945–1975). 1983, ISBN 3-7610-2101-1.
- Bertolt Brecht. Über die bildenden Künste. 1983, ISBN 3-518-10691-0.
- Orte. Irgendwo. Formen utopischen Denkens. 1984, ISBN 3-7610-8117-0.
- Adolph Menzel. 1986, ISBN 3-499-50361-1.
- Kultur im Wiederaufbau. Die Bundesrepublik Deutschland 1945–1965. 1986, ISBN 3-485-00514-2.
- Geschichten aus dem Ghetto. 1987, ISBN 3-610-00399-5.
- Die Kultur der Bundesrepublik Deutschland 1965-1985. 1988, ISBN 3-485-00577-0.
- Der alte Traum vom neuen Reich. Völkische Utopien und Nationalsozialismus. 1988. / 2ª edición: 1991, ISBN 3-89547-709-5.
- Kultur im Wiederaufbau. Die Bundesrepublik Deutschland 1945–1965. 1989. / 2ª edición: Berlín, 1990, ISBN 3-548-34551-4.
- Arnold Zweig. 1990, ISBN 3-499-50381-6.
- Grüne Utopien in Deutschland. Zur Geschichte des ökologischen Bewußtseins. 1991, ISBN 3-596-10395-9.
- Beredte Töne. Musik im historischen Prozess. 1991, ISBN 3-631-42934-7.
- Mehr als ein Liberaler. Über Heinrich Heine. 1991, ISBN 3-631-43080-9.
- Engagement als Lebensform. Über Arnold Zweig. 1992, ISBN 3-89404-907-3.
- Als Pimpf in Polen. Erweiterte Kinderlandverschickung 1940–1945. 1993. / 2ª edición: 1995, ISBN 3-596-11321-0.
- Mit den Bäumen sterben die Menschen. Zur Kulturgeschichte der Ökologie. 1993, ISBN 3-412-02593-3.
- Geschichte der Germanistik. 1994, ISBN 3-499-55534-4.
- Deutscher, Jude oder Franzose? Heine im internationalen Kontext. 1995, ISBN 3-8142-0507-3.
- Avantgarde und Regression. 200 Jahre deutsche Kunst. 1995, ISBN 3-361-00441-1.
- Angewandte Literatur. Politische Strategien in den Massenmedien. 1996, ISBN 3-89404-916-2.
- Judentum und deutsche Kultur. Beispiele einer schmerzhaften Symbiose. 1996, ISBN 3-412-11395-6.
- Ökologische Dringlichkeitspostulate in den Kultur- und Geisteswissenschaften. 1997, ISBN 3-7776-0814-9.
- Adolph Menzel „Das Flötenkonzert in Sanssouci“. Ein realistisch geträumtes Preußenbild. 1998. 2ª edición: 2000, ISBN 3-596-23928-1.
- Im Wettlauf mit der Zeit. Anstöße zu einer ökologiebewußten Ästhetik. 1999, ISBN 3-89404-904-9.
- Zuhause und anderswo. Erfahrungen im Kalten Krieg. 2001, ISBN 3-412-02201-2.
- „Das Ewig-Bürgerliche widert mich an“. Brecht-Aufsätze. 2001, ISBN 3-934344-09-7.
- Die deutschen Dichterbünde. Von den deutschen Meistersingern bis zum PEN-Club. 2001, ISBN 3-412-09897-3.
- Ernst von Salomon. 2002, ISBN 3-7776-1162-X.
- Formen des Eros in der Kunst. 2002, ISBN 3-205-99151-6.
- Con Michael Niedermeier: Revolutio Germanica. Die Sehnsucht nach der „alten Freiheit“ der Germanen. 1750–1820. 2002, ISBN 3-631-39671-6.
- Beethoven. Werk und Wirkung. 2003, ISBN 3-412-04903-4.
- Nach der Postmoderne. Ästhetik heute. 2004, ISBN 3-412-12803-1.
- Deutsche Kulturgeschichte des 20. Jahrhunderts. 2006, ISBN 3-89678-563-X.
- Freundschaft. Zur Geschichte einer sozialen Bindung. 2006, ISBN 3-412-29705-4.
- Heinrich Heine. Kritisch. Solidarisch. Umstritten. 2007, ISBN 978-3-412-12206-5.
- Glanz und Elend der deutschen Oper. 2008, ISBN 978-3-412-20098-5.
- Der Kunsthistoriker Richard Hamann. Eine politische Biographie. 2009, ISBN 978-3-412-20398-6.
- Fünfzig Jahre Germanistik. Aufsätze, Statements, Polemiken, 1959-2009. 2009, ISBN 978-3-03911-877-9.
- Die Toten schweigen nicht. Brecht-Aufsätze. 2010, ISBN 978-3-631-60002-3.
- Kultur in finsteren Zeiten. Nazifaschismus, Innere Emigration, Exil. 2010, ISBN 978-3-412-20604-8.
- Politische Denkbilder. Von Caspar David Friedrich bis Neo Rauch. 2011, ISBN 978-3-412-20703-8.
- Verlorene Illusionen. Eine Geschichte des deutschen Nationalismus. 2012, ISBN 978-3-412-20854-7.
- Culture in Dark Times: Nazi Fascism, Inner Emigration, and Exile. 2013, ISBN 978-0-85745-590-1.
- Unerfüllte Hoffnungen. Rückblicke auf die Literatur der DDR. 2013, ISBN 978-1-299-55073-5.
- Freunde, Promis, Kontrahenten. Politbiographische Momentaufnahmen. 2013, ISBN 978-3-412-22158-4.
- Vorbilder. Partisanenprofessoren im geteilten Deutschland. 2014, ISBN 978-3-412-22365-6.
- Das liebe Geld! Eigentumsverhältnisse in der deutschen Literatur. 2015, ISBN 978-3-412-50145-7.
- Grüne Klassik. Goethes Naturverständnis in Kunst und Wissenschaft. 2016, ISBN 978-3-412-50359-8.
- Mehr als tönende Luft. Politische Echowirkungen in Lied, Oper und Instrumentalmusik. 2017, ISBN 978-3-412-50921-7.
- Die Wenigen und die Vielen. Trägerschichten deutscher Kultur von den Anfängen bis zur Gegenwart. 2017, ISBN 978-3-412-50751-0.
- Die aufhaltsame Wirkungslosigkeit eines Klassikers. Brecht-Studien. Recherchen 137. Theater der Zeit, Berlín, 2018, ISBN 978-3-95749-141-1.
- Deutsche „Leitkulturen“ von der Weimarer Klassik bis zur Gegenwart. Colonia, 2018, ISBN 978-3-412-51151-7.
- Von Teutsch zu Denglisch. Stationen deutscher Sprachgeschichte. Colonia, 2019, ISBN 9783412514631.
- Unbewältigte Vergangenheit. Auswirkungen des Kalten Kriegs auf die westdeutsche Nachkriegsliteratur. Colonia, 2019, ISBN 9783412514631.